# Alfred Couderc
Pour les articles homonymes, voir Couderc.
Alfred Couderc était un évêque catholique français, né le 29 mai 1882 dans le hameau d'Abbas de l'ancienne commune de Druelle (désormais Druelle Balsac), dans le département de l'Aveyron et la région Midi-Pyrénées, et mort le 25 février 1968 à Aubenas.

## Biographie
À l'âge de 24 ans, il devient prêtre le 9 juin 1906 à Rodez.
De 1929 à 1934, il est curé doyen de Marcillac.
Chanoine honoraire de la cathédrale de Rodez, Alfred Couderc était curé-archiprêtre de Saint-Affrique et vicaire forain depuis 1934 lors de sa nomination comme évêque de Viviers par le pape Pie XI le 26 avril 1937 et est consacré le 4 juillet de la même année par Charles Challiol avec comme co-consécrateurs Jean-François-Ernest Ricard et Charles Ginisty.
Le 22 avril 1947, Alfred Couderc, accompagné des vicaires, reçoit des reliques de sainte Thérèse de Lisieux .[réf. nécessaire]
Le 19 juin 1955, présent lors du Xe congrès de la Fédération Nationale de l'Action Catholique, ses écrits sont imprimés à Paris.[réf. nécessaire]
Le 11 octobre 1962, Alfred Couderc participe à l'ouverture du concile Vatican II à Rome, sous le pontificat Jean XXIII, et participe aux quatre premières sessions.
Il est à la tête du diocèse de Viviers jusqu'en 1965 sous le pontificat de Paul VI, puis évêque titulaire de Bamaccora (de) du 14 décembre 1965 au 25 février 1968.

## Succession apostolique
Alfred Couderc a ordonné les évêques suivants :
- Évêque Auguste Jauffrès (1944)